# ليليان ليندساي
ليليان ليندساي (بالإنجليزية: Lilian Lindsay) (24 يوليو 1871 - 31 يناير 1960) هي طبيبة أسنان ومؤرخة لطب الأسنان، وأمينة مكتبة ومؤلفة. تعتبر ليندساي أول طبيبة أسنان مؤهلًة في بريطانيا، وأصبحت أول رئيسة للرابطة البريطانية لطب الأسنان.

## السيرة الذاتية
وُلدت ليليان موراي في هولواي، لندن في عام 1871، ابنة لرجل موسيقي، والثالثة وسط أحد عشر طفلًا. تلقت ليليان تعليمها في مدرسة كامدن للبنات، وحصلت على منحة دراسية في مدرسة شمال لندن الجماعية. وأبلغت مؤسس المدرسة ومديرة مدرسة فرانسيس بوس ليليان أنها ستكون مناسبة لتعليم الأطفال المُصابون بالصم الوظيفي؛ لو توافق ليليان على ذلك، وأبلغت السيدة بوس أنها سوف تصبح طبيبة أسنان. وبسبب ذلك الجدال، فقدت ليليان المنحة الدراسية وتركت المدرسة في عام 1889.
تمكنت ليندسي من الحصول على منحة دراسية لمدة ثلاث سنوات لدراسة طب الأسنان من خلال صديق العائلة، لكنها لم تشعر أن هذا كافٍ وسعت للانخراط في مدرسة طب الأسنان. اجتازت ليليان الامتحانات الأولية، وفي عام 1892 تقّدمت بطلب لدخول المستشفى الوطني للأسنان في شارع بورتلاند الكبير. رفض العميد هنري فايس قبولها لأنها امرأة؛ وكان قلقًا جدًا من أنها سوف تصرف الطلاب الذكور عن دراستهم خارج المدرسة. كما نصحها بعدم التقدم بطلب إلى مستشفى طب الأسنان في لندن حيث أن كلية الجراحين الملكية بإنجلترا لم تكن تسمح للنساء بالتقدم للامتحانات في ذلك الوقت. واقترح عليها أن تقدم لمستشفى أدنبره لطب الأسنان، وقُبلت هناك من قبل العميد بومان ماكليود. إلا أن هذا الأمر أيضًا قوبِل بالرفض من بعض طاقم التد ريس بهناك. وقال السير هنري ليتلجون «أخشى، سيدتي، أن تسرقي الأضواء من زملائك».
التقت ليليان هناك زوجها المستقبلي، روبرت ليندساي، عضو هيئة التدريس، في اليوم الأول لها في مدرسة طب الأسنان. خلال الفترة التي قضاها في أدنبره فازت بوسام ويلسون لجراحة الأسنان وعلم الأمراض وميدالية للعلاج الطبي والعلاجي في عام 1894. تخرجت بدرجة بكالوريوس في جراحة الأسنان، من كلية الجراحين الملكية بإدنبرة في 1895، وأصبحت أول امرأة مؤهلة كطبيبة أسنان في المملكة المتحدة (كان البعض الآخر قد سافر من الخارج إلى أمريكا من بين بلدان أخرى للحصول على ذلك المؤهل). وانضمت بعد ذلك إلى جمعية طب الأسنان البريطانية في نوفمبر 1895، لتصبح أول امرأة تنال تلك العضوية.
بعد حصولها على تلك الدرجة، عادت ليليان إلى شمال لندن للعمل حتى عام 1905، وهي خطوة كان عليها أن تأخذها لتسديد ديونها. في عام 1905 تزوجت روبرت ليندساي وعادت إلى إدنبره لممارسة طب الأسنان معه في 2 شارع براندون. استمرت في الممارسة حتى عام 1920، عندما تم تعيين روبرت أول طبيب الأسنان بدوام كامل للجمعية البريطانية لطب الأسنان. انتقلوا إلى شقة فوق مقر هيئة الدفاع عن النفس في ميدان رسل، لندن، وأصبحت ليليان أمينة مكتبة فخرية لمقر هيئة الدفاع. أثّثت ليليان المكتبة ببعض كتب غادس، وساهمت في التحف الخاصة بها لبدء المتحف. تعلمت الفرنسية والألمانية واللاتينية وبعض الإنجليزية القديمة والإسبانية للمساعدة في أبحاثها التاريخية.
توفي روبرت ليندساي في نوفمبر 1930. بعد ذلك أصبحت ليليان محررة فرعية لمجلة طب الأسنان البريطانية في عام 1931، وهي وظيفة شغلتها لمدة 20 عامًا. وظلّت في لجنة التحرير التابعة لحزب الاتحاد الديمقراطي حتى وفاتها، ونشرت 57 ورقة في مجلس النواب بين عامي 1925 و 1959. في عام 1933 نشرت كتابها عن تاريخ طب الأسنان. وفي العام نفسه، سلّمت أول محاضرة من مجلة سي. واليس إلى الجمعية الملكية للطب  ثم أصبحت في وقت لاحق رئيسّا لقسم طب الأسنان (1945) وقسم تاريخ الطب (1950-2) في الجمعية الملكية للطب. وكانت أيضًا رئيسة الجمعية البريطانية لدراسة تقويم الأسنان (B.S.SOO) في عام 1938.
في عام 1946، أصبحت ليندسي أول سيدة رئيسة للجمعية البريطانية لطب الأسنان، وحصلت على درجة الدكتوراه الفخرية من جامعة إدنبرة، وحصلت على رتبة الإمبراطورية البريطانية. نشرت أيضًا ترجمتها لبيير فوشارد «جرّاح الأسنان» في عام 1946، وهي المرة الأولى التي يترجم فيها هذا العمل البارز إلى اللغة الإنجليزية. واصلت توسيع المكتبة حتى وفاتها في عام 1960، وحصلت على عدد من الجوائز والشهادات الفخرية خلال هذا الوقت.

## الجوائز والتكريم
- 1894 - وسام ويلسون لجراحة الأسنان وعلم الأمراض وميدالية العلاج المادي والطبي، من مستشفى إدنبره لطب الأسنان.
- 1895 - بكالوريوس طب وجراحة الأسنان، مستشفى إدنبره لطب الأسنان.
- 1938 - رئيس الجمعية البريطانية لدراسة تقويم الأسنان.
- 1945 - جائزة جون توميس، من الكلية الملكية للجراحين في إنجلترا؛ ورئيس قسم طب الأسنان في الجمعية الملكية للطب.
- 1946 - رئيس جمعية طب الأسنان البريطانية؛ دكتوراه فخرية، جامعة أدنبرة؛ ورتية الإمبراطورية البريطانية.
- 1947 - زمالة جراحة الأسنان، الكلية الملكية للجراحين في إنجلترا.
- 1950 - أول رئيسة أنثى للجمعية الطبية في لندن.[12]
- 1959 - وسام الميدالية الذهبية، الكلية الملكية للجراحين في انكلترا. زمالة جراحة الأسنان، الكلية الملكية للجراحين في إدنبره.
- ماجستير في جراحة الأسنان، جامعة دورهام.
- زمالة جمعية الاثار.
- عضو فخري في جمعية جراحين الأسنان في اسكتلندا.
- نائب رئيس جمعية جونسون.
- عضو فخري في جمعية طالبات إدنبره.
- عضو فخري في الأكاديمية الأمريكية لتاريخ طب الأسنان.[9]

## الإرث
بحلول وقت وفاتها، كانت المكتبة التي أنشأتها واحدة من أفضل مكتبات الأسنان في العالم؛ لا تزال المكتبة تحمل اسم روبرت وليليان ليندساي. في عام 1962 تم تشكيل جمعية ليندسي لتاريخ طب الأسنان وسميت تيمنًا باسم ليليان ليندساي.
تم وضع لوحة من التراث الإنكليزي الأزرق في ذكرى ليندساي في 3 طريق هانجرفورد، هولواي، لندن، حيث عاشت ليندساي خلال العشرين عامًا الأولى من حياتها في عام 2013. كان هذا العنوان الذي قررت فيه ليندسي لأول مرة أن تصبح طبيبة أسنان. كشفت اللوحة عن السيدة مارغريت سيوارد، الرئيسة السابقة للمجلس العام لطب الأسنان وكبير أطباء الأسنان، وابنة أختها ليندسي، مارغريت موراي.